# Невейрро (Техас)
Невейрро (англ. Navarro) — місто (англ. town) в США, в окрузі Наварро штату Техас. Населення — 232 особи (2020).

## Географія
Невейрро розташоване за координатами 32°0′3″ пн. ш. 96°22′57″ зх. д. / 32.00083° пн. ш. 96.38250° зх. д. (32.000790, -96.382516).  За даними Бюро перепису населення США в 2010 році місто мало площу 1,73 км², уся площа — суходіл.

## Демографія
Згідно з переписом 2010 року, у місті мешкало 210 осіб у 70 домогосподарствах у складі 61 родини. Густота населення становила 121 особа/км².  Було 80 помешкань (46/км²).
Расовий склад населення:
| - 89,0 % — білих - 5,2 % — чорних або афроамериканців - 1,9 % — азіатів - 1,0 % — корінних американців - 1,9 % — осіб інших рас |

До двох чи більше рас належало 1,0 %. Частка іспаномовних становила 6,7 % від усіх жителів.
За віковим діапазоном населення розподілялося таким чином: 25,2 % — особи молодші 18 років, 62,4 % — особи у віці 18—64 років, 12,4 % — особи у віці 65 років та старші. Медіана віку мешканця становила 38,5 року. На 100 осіб жіночої статі у місті припадало 107,9 чоловіків;  на 100 жінок у віці від 18 років та старших — 103,9 чоловіків також старших 18 років.
Середній дохід на одне домашнє господарство  становив 57 408 доларів США (медіана — 50 750), а середній дохід на одну сім'ю — 64 916 доларів (медіана — 63 750). За межею бідності перебувало 7,9 % осіб, у тому числі 12,3 % дітей у віці до 18 років та 0,0 % осіб у віці 65 років та старших.
Цивільне працевлаштоване населення становило 125 осіб. Основні галузі зайнятості: роздрібна торгівля — 15,2 %, освіта, охорона здоров'я та соціальна допомога — 15,2 %, науковці, спеціалісти, менеджери — 12,8 %, будівництво — 12,0 %.